# Albert Almora
Reinaldo Albert Almora, aussi appelé Albert Almora, Jr., est un joueur de baseball américain de descendance cubaine né le 16 avril 1994 à Hialeah, Floride, États-Unis. Il est joueur de champ extérieur pour les Mets de New York de la Ligue majeure de baseball.

## Carrière
Albert Almora est le 6e athlète réclamé au total lors de la séance de repêchage amateur de 2012 et il est le premier choix des Cubs de Chicago. Son premier contrat professionnel avec les Cubs lui vaut une prime à la signature de 3,9 millions de dollars. Selon Baseball America, il est avant la saison 2013 le 33e meilleur prospect du baseball et le deuxième meilleur appartenant aux Cubs après Javier Báez. Un an après, au sein d'un réseau de jeunes joueurs particulièrement prometteur, Almora est classé 4e parmi les futures recrues des Cubs (après Báez, Kris Bryant et Carl Edwards) mais 36e meilleur joueur d'avenir de tout le baseball majeur.
Almora fait ses débuts dans le baseball majeur avec les Cubs le 7 juin 2016. En 47 matchs joués à sa première année dans les majeures, il frappe 3 coups de circuit et affiche une moyenne au bâton de ,277. 
Il fait partie de l'équipe des Cubs de Chicago qui remporte la Série mondiale 2016 et joue un rôle important dans le 7e et dernier match de la série finale à Cleveland. En 10e manche avec un score égal à 6-6, il entre dans le match comme coureur suppléant pour Kyle Schwarber et marque le point qui brise l'égalité à la suite du double de Ben Zobrist,.
Lorsque Dexter Fowler quitte les Cubs après la saison 2016, Almora s'apprête à partager le champ centre pour l'équipe avec Jon Jay durant la saison 2017.

## Vie personnelle
Albert Almora joue au baseball depuis l'âge de 3 ans et a commencé à pratiquer ce sport avec son père Albert Almora, Sr., un homme originaire de Cuba qui a fait défection de ce pays pour s'installer aux États-Unis. 
Almora est père d'un premier fils, prénommé A. J., né le 18 août 2016.